# Mine de Buckskin
La mine de Buckskin est une mine à ciel ouvert de charbon située au Wyoming aux États-Unis. Elle a produit en 2007 approximativement 25 millions de tonnes de charbon, qui en faisait la huitième mine de charbon du pays.